# Centrochthonius ussuriensis
Centrochthonius ussuriensis är en spindeldjursart som beskrevs av Beier 1979. Centrochthonius ussuriensis ingår i släktet Centrochthonius och familjen käkklokrypare. Inga underarter finns listade i Catalogue of Life.